# Вен-сюр-Карами
Вен-сюр-Карами́ или Вэн-сюр-Карами́ (фр. Vins-sur-Caramy, окс. Vins de Carami) — коммуна на юго-востоке Франции в регионе Прованс — Альпы — Лазурный берег, департамент Вар, округ Бриньоль, кантон Бриньоль.
Площадь коммуны — 16,3 км², население — 773 человека (2006) с выраженной тенденцией к росту: 966 человек (2012), плотность населения — 59,0 чел/км².

## Население
Население коммуны в 2011 году составляло — 925 человек, а в 2012 году — 966 человек.
| 1962 | 1968 | 1975 | 1982 | 1990 | 1999 | 2005 | 2006 | 2010 | 2011 | 2012 |
| ---- | ---- | ---- | ---- | ---- | ---- | ---- | ---- | ---- | ---- | ---- |
| 267  | 272  | 223  | 298  | 492  | 561  | 751  | 773  | 916  | 925  | 966  |

Динамика населения:

## Экономика
В 2010 году из 577 человек трудоспособного возраста (от 15 до 64 лет) 413 были экономически активными, 164 — неактивными (показатель активности 71,6 %, в 1999 году — 60,0 %). Из 413 активных трудоспособных жителей работали 359 человек (196 мужчин и 163 женщины), 54 числились безработными (29 мужчин и 25 женщин). Среди 164 трудоспособных неактивных граждан 33 были учениками либо студентами, 74 — пенсионерами, а ещё 57 — были неактивны в силу других причин.
На протяжении 2010 года в коммуне числилось 360 облагаемых налогом домохозяйств, в которых проживало 940,5 человек. При этом медиана доходов составила 17 тысяч 391 евро на одного налогоплательщика.